# Apatochernes posticus
Apatochernes posticus är en spindeldjursart som beskrevs av Beier 1976. Apatochernes posticus ingår i släktet Apatochernes och familjen blindklokrypare. Inga underarter finns listade i Catalogue of Life.